# Чаплине (станція)
Ча́плине — вузлова залізнична станція Дніпровської дирекції Придніпровської залізниці на перетині ліній Синельникове II — Чаплине та Чаплине — Пологи між станціями Улянівка (17 км), Мечетна (22 км) та Просяна імені Приклонського В.В. (12 км). Розташована в селищі Чаплине Синельниківського району Дніпропетровської області.

## Історія
Станція відкрита 1884 року, під час будівництва Катерининської залізниці, яка сполучила Донецький кам'яновугільний та Криворізький залізорудний басейни.
1898 року, після введення в експлуатацію залізничної лінії Чаплине — Бердянськ, станція набула статусу вузлової. Зі станції Улянівка в Чаплине було переведено служби колії й зв'язку, а також локомотивне депо.
У 1909 році через станцію Чаплине пройшло 26 000 вагонів хліба та інших вантажів.
У 1913 році при станції відкрито перший навчальний заклад — залізничне училище.
У 1920—1930-х роках розбудова Чаплиного і надалі був тісно пов'язаний із залізничною станцією. У 1937 році робочим колективом станції розроблено швидкісний метод обробки поїздів, який було ухвалено Народним комісаріатом шляхів сполучення та запроваджено на всьому залізничному транспорті СРСР.
4 жовтня 1941 року селище було тимчасово окуповане німецько-фашистськими військами. Селищу та залізничній станції завдано значних руйнувань. 10 вересня 1943 року було звільнено радянськими військами. На початку 1944 року відновлено рух поїздів по станції, а також відремонтовані депо та ремонтні майстерні.
У післявоєнні роки Чаплине продовжує розбудовуватися як залізничний вузол. У 1958 році введена в дію тягова підстанція постійного струму (=3 кВ) та електрифікована дільниця Синельникове II — Чаплине. У 1959 році продовжена електрифікована в складі дільниці Чаплине — Ясинувата (160 км).

### Російсько-українська війна
24 серпня 2022 року, близько 20:30, російські окупанти здійснили  ракетний удар по залізничній станції Чаплине. Саме в цей час через станцію прямував евакуаційний пасажирський поїзд сполученням Покровськ — Львів, в результаті чого загинуло 25 осіб, серед них двоє дітей, 31 особа отримала поранення різних ступенів важкості, а також знищені господарчі будівлі станції. Серед загиблих троє залізничників, четверо залізничників поранено.

## Пасажирське сполучення
На станції Чаплине до російського вторгнення в Україну зупинялися пасажирські поїзди далекого та приміського сполучення. Наразі через станцію Чаплине прямують лише приміські поїзди до Дніпра, Межової, Просяної та Синельникового. 

## Галерея

Краєвиди станції Чаплине
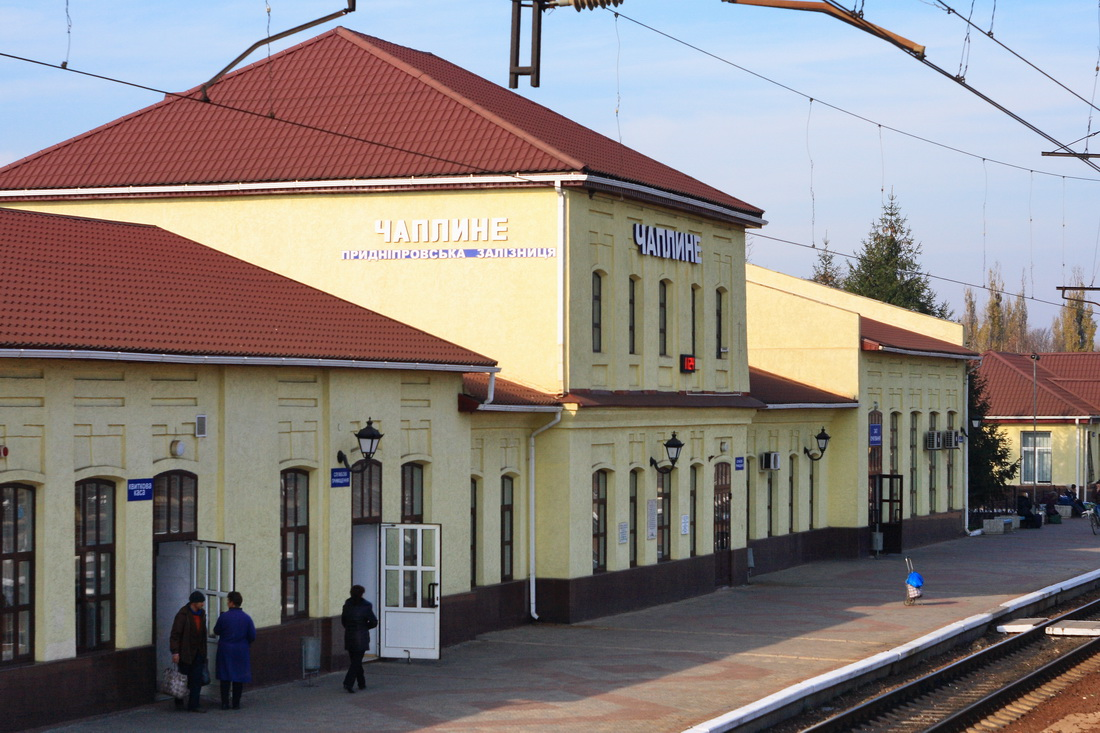
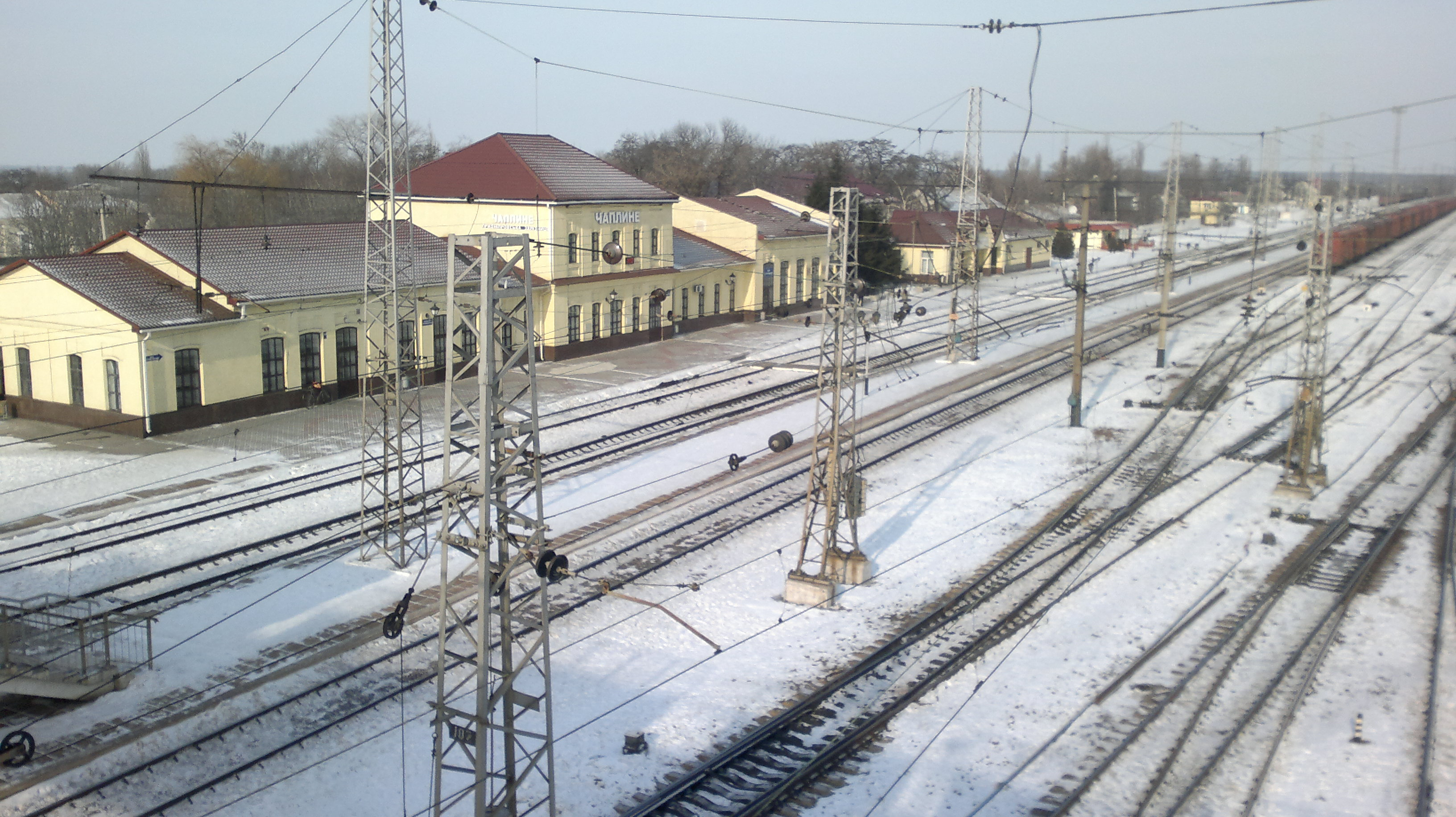
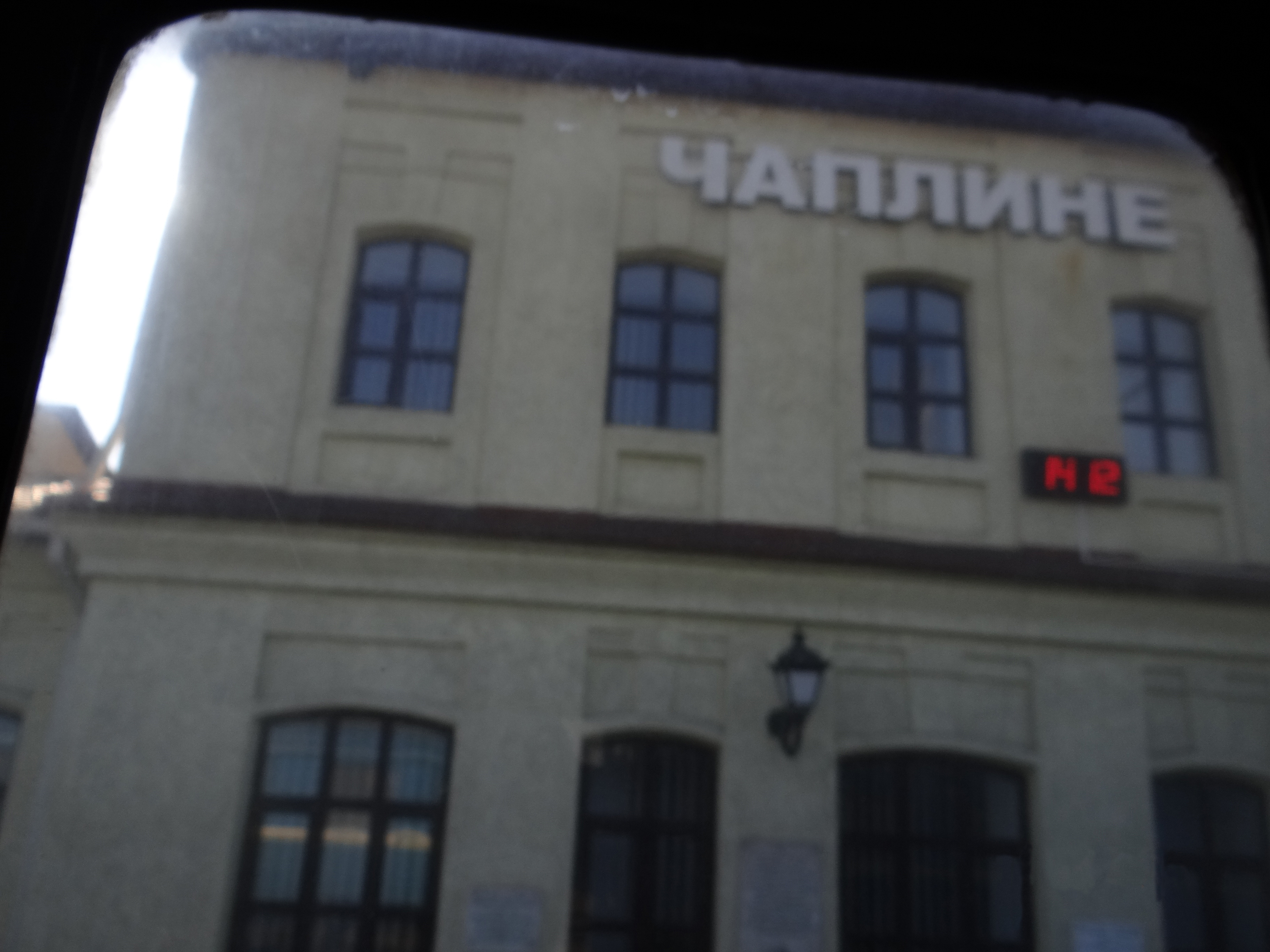
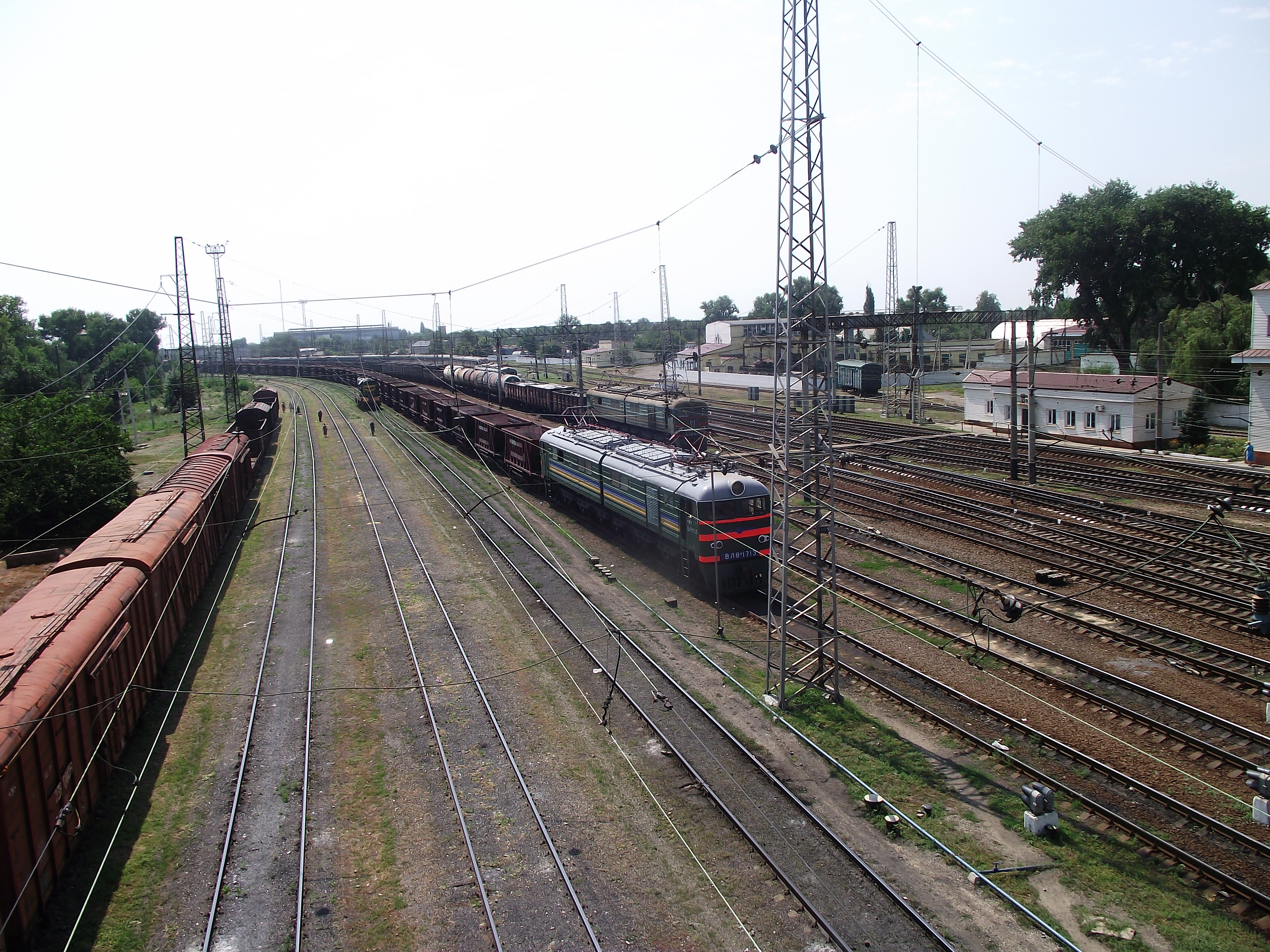
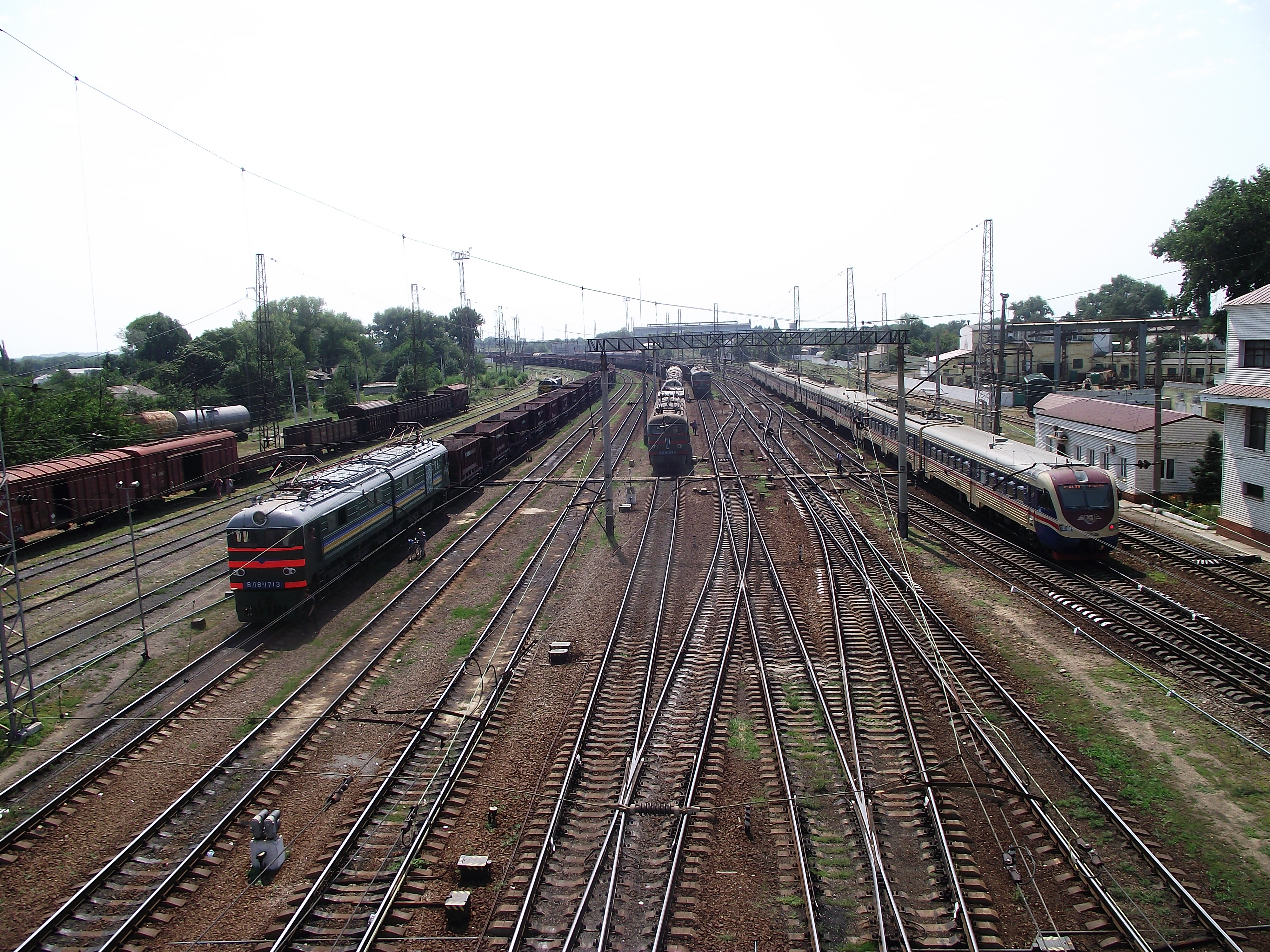

Меморіальні дошки
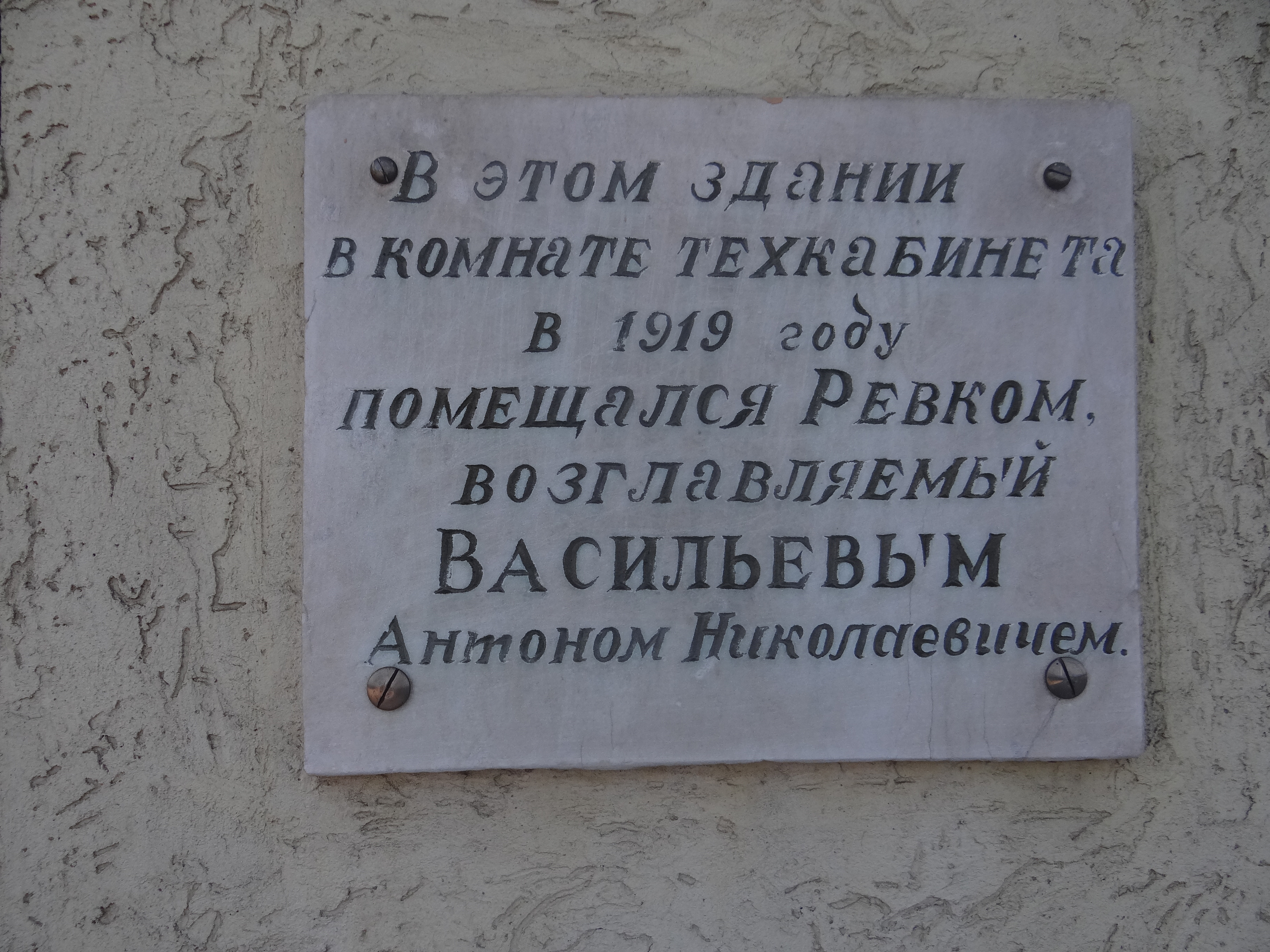
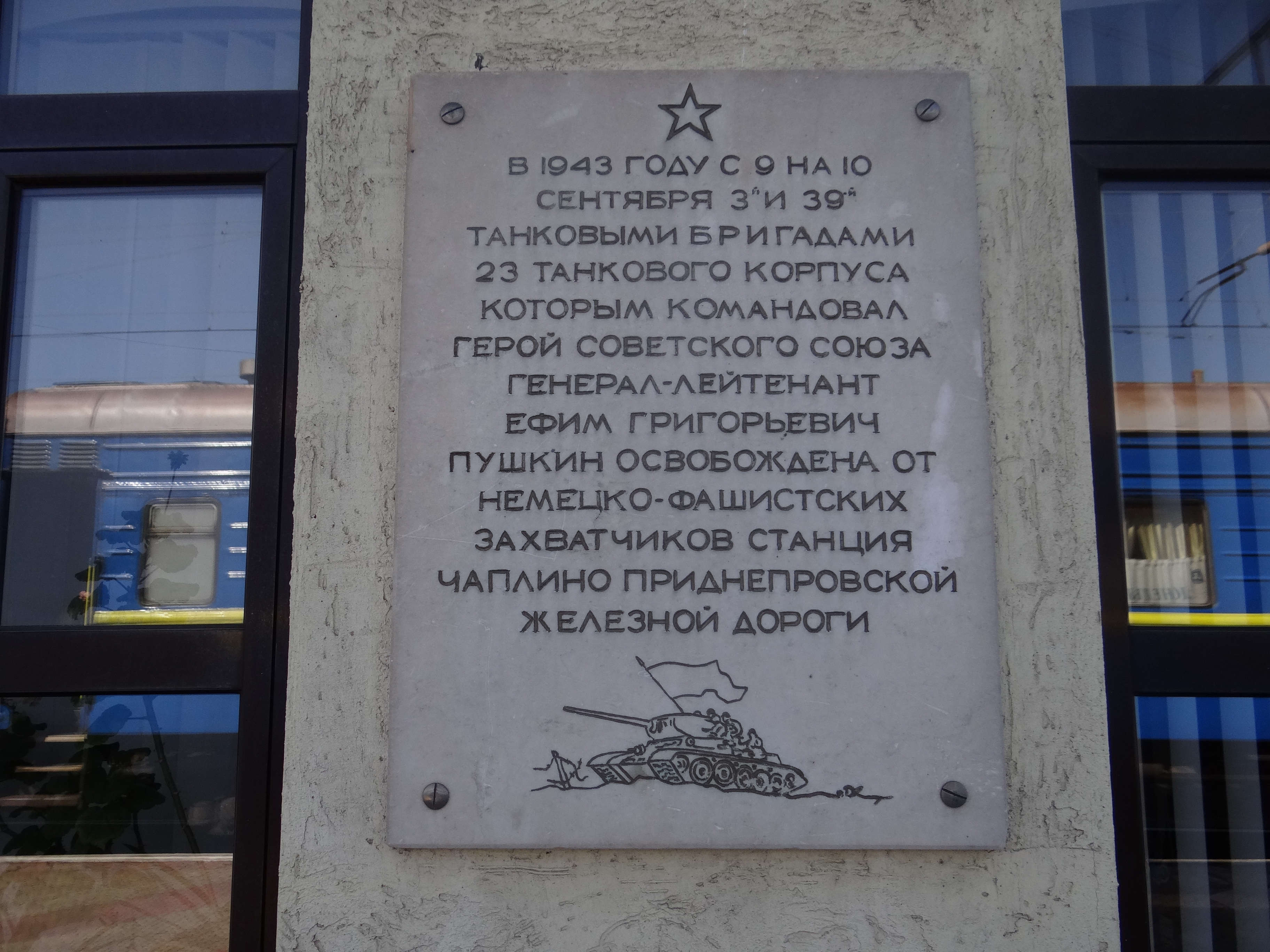
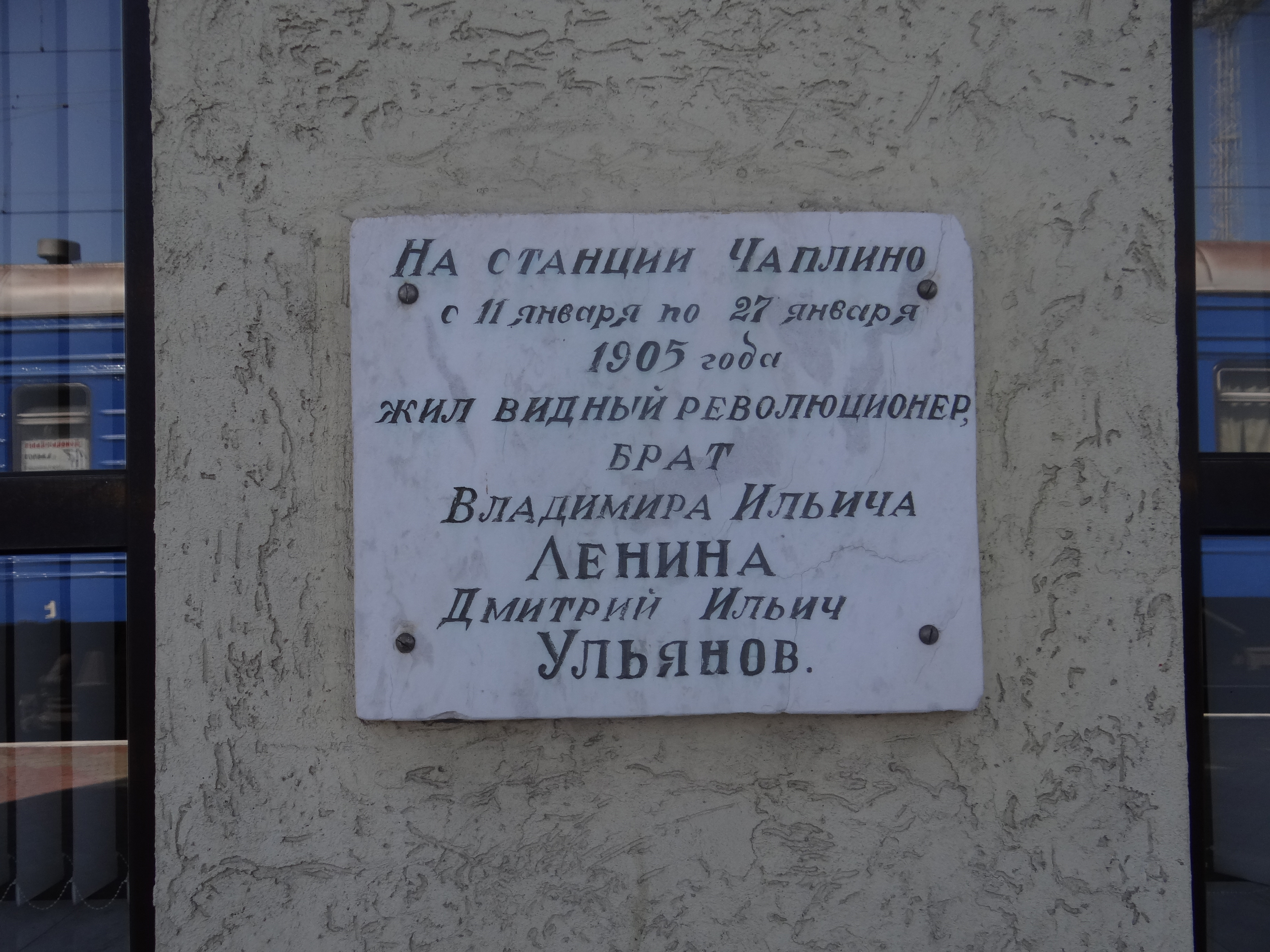